# Ángel Lascurain y Osio
Ángel Lascurain y Osio (26 de marzo de 1882-24 de diciembre de 1957) fue un destacado ingeniero aeronáutico mexicano. 
Nació en la Ciudad de México el 26 de marzo de 1882 y se graduó de ingeniero civil en la Escuela Nacional de Ingenieros en el año de 1909.
Dirigió los Talleres Nacionales de Construcciones Aeronáuticas (TNCA) donde diseñó aviones y formó a personal técnico en todas las áreas, culminando su obra con la fabricación de más de 100 aviones, muchos de ellos dotados de innovadoras técnicas que llamaron la atención en México y el extranjero. 

## Talleres Nacionales de Construcciones Aeronáuticas
A finales de 1918 ingresó en los Talleres Nacionales de Construcciones Aeronáuticas, los cuales eran dirigidos por Francisco Santarini.
En 1920 fue nombrado director del TNCA y simultáneamente, el gobierno encargó la compra de algunos aviones extranjeros; Lascurain recibió órdenes de continuar la tarea del TNCA en el sentido de dar mantenimiento a la flota existente y se prosiguieran los trabajos de diseño y producción de aeronaves con el objeto de llegar a ser autosuficientes. 

## Serie B
En noviembre de 1920 probó el biplano ya construido previamente, prototipo Serie B-72 equipado con motor Salmson de 275 hp. En el mes de agosto de 1921 se produjo el primer Serie B, el 2-75, también equipado con motor Salmson, por lo que al avión se le apodó Salmson. Este avión había sido diseñado y construido por Lascurain quien ya contaba con la colaboración de los ingenieros Luis Garduno, Antonio Sea, Luis Garduno, Agustín Enríquez, Mariano Domínguez y Pedro Souza. El primer vuelo de pruebas lo hizo el coronel Ralph O'Neill informando positivamente de sus características.
En 1922, Angel Lascurain visitó Inglaterra, Alemania y Francia, para actualizarse en materia aeronáutica. Conoció con todo detalle las fábricas Handley Page, Fokker, Dormer y Morane-Saulnier, además de visitar el Salón de Aeronáutica de Paris.

## Serie E
Otro modelo de Lascurain, construido también totalmente de madera, aunque con fuselaje triangular, fue el monoplano denominado 5-E-132, equipado con un motor Le Rhone de 80 hp, destinado a instrucción, que fue bautizado como Serie E "México". Este voló por primera vez el 21 de agosto de 1923.
Otro diseño de Lascurain fue el Serie E equipado con un motor Le Rhone de 100 hp para entrenamiento. Este avión fue un biplaza lado a lado, que se bautizó "Sonora" en homenaje a Gustavo Salinas quien protagonizó en Topolobampo la primera batalla aeronaval del mundo.
El 7 de marzo de 1923 se efectuó el primer vuelo del nuevo avión 3-E-130, también apodado "Tololoche" y "Quetzalcoatl". Esta aeronave contaba de estructura completeamente de madera de alta calidad y con motor Le Rhone de 110 hp. Teóricamente, daba una velocidad máxima de 220 km/h, tenía una velocidad media de 133 km/h y una mínima de vuelo de 75 km/h; su capacidad ascensional a la altura de la Ciudad de México era de 7 s/s, su techo máximo de 10,000 m. El vuelo de pruebas estuvo a cargo del piloto instructor de la escuela Militar de Aviación Joe Ben Lievre.
En 1924 durante la rebelión delahuertista, al regresar de una misión de bombardeo, una de las bombas que llevaba un 3-E-130 Quetzalcoatl explotó matando a sus tripulantes. Esto causó que el coronel Ralph O'Neill aprovechara la ocasión para atacarlos acusándolos falsamente de ser muy débiles en su estructura. A raíz de este incidente, todos los Tololoches/Quetzalcoatl -menos uno- fueron retirados y destruidos y sus motores reusados en otras aeronaves.
Tres años más tarde, el Quetzalcoatl restante fue rescatado por Emilio Carranza y con la ayuda de su hermano Sebastián lo dejó en perfectas condiciones de vuelo y lo bautizo "Coahuila". El día 2 de septiembre de 1927, Emilio Carranza realizó un vuelo de la Ciudad de México a la ciudad Juárez cubriendo una ruta de poco más de 1,800 km sin escalas en once horas de vuelo.

## Avro-Anáhuac
Paralelamente, en los TNCA se fabricaron de 30 a 50 aviones "Avro-Anáhuac", réplicas del Avro 504K de la Gran Bretaña. Estos estuvieron equipados con varios tipos de motor, incluyendo Le Rhon de 110 hp y Clerget de 130 hp.

## Farman F-50
Bajo la dirección de Lascurain se le sustituyeron a los bombarderos bimotores Farman F-50 sus plantas de potencia originales por motores Benz 3105 de 225 hp. El primero de estos aviones fue probado exitosamente por Fritz Bieler en octubre de 1922.

## Suspensión de la fabricación
No han quedado claras las razones porqué se suspendió la fabricación de aviones en 1924, porqué se destruyeron los construidos y se dejaron en condiciones de vuelo únicamente los de procedencia extranjera. Como dice en sus memorias Eliseo Martín del Campo: "Desgraciadamente con todo lo que se inició en México en esa época se tuvo que abandonar por razones que todos conocemos en la actualidad: la prohibición completa en esa época de tener aviación".
Curiosamente, un año más tarde, el entonces general Ralph O'Neill renunció. En su libro publicado en 1973, O'Neil explica que renunció debido a "supresión política de la fuerza aérea".
Poco después de estos hechos, y tras de haber construido exitosamente también un avión de diseño propio, el 'sesquiplano Azcárate', al que tampoco se le permitió continuar, el general Juan Francisco Azcárate, respaldado financieramente por el general Abelardo L. Rodríguez, creó la empresa Juan F. Azcárate, S. en C. a la que se incorporó Lascurain. Con licencia de la Chance Vought se fabricaron en México los aviones Vought 02U-2M a los que se les llamó "Cosarios-Azcárate", pues los 10 primeros de estos aviones llegados de EE. UU. estaban dando muy buen resultado. Se llegaron a hacer 21 de estos aviones.
Lascurain no duró mucho en la organización pues, a consecuencia de pertenecer a la Liga Nacional de Defensa de la Libertad Religiosa, organizada por los católicos en contra de la política gubernamental en materia de religión, fue desplazado de toda actividad que directa o indirectamente tuviera carácter oficial.
Lascurain volvió a contar con el apoyo del general Gustavo Salinas Camiña, ahora de accionista en lo particular, y se puso a trabajar en un proyecto que se trataba de un bimotor de alta eficiencia aerodinámica con capacidad para cuatro personas. Llevó el nombre de bimotor "Lascurain-Salinas", equipado con dos motores Continental de 65 hp cada uno. El bimotor fue probado por Agustín Gutiérrez Peláez, conocido popularmente como "el gato Peláez" en marzo de 1940.

## Aura
Años más tarde, en 1957 Lascurain llevó a cabo su proyecto más ambicioso: dotar a México de un avión bimotor con capacidad para 14 pasajeros que fuera funcional para operar en rutas cortas, en zonas de elevadas alturas y en pistas rudimentarias. Lo llamó "Aura" y estaba equipado con dos motores Jacob de 245 hp cada uno y podía desarrollar una velocidad de crucero de 200 km/h. Durante un vuelo de pruebas el día 24 de diciembre de 1957, Ángel Lascurain había decidido acompañar en ese vuelo al piloto de pruebas, Carlos Castillo Segura. En el despegue se le pararon los dos motores y el piloto intentó regresar a una pista transversal y poco antes de la cabecera, el tren de aterrizaje hizo contacto con una zanja, lo que ocasionó que el avión se destrozara y fallecieran sus dos ocupantes, Lascurain y Castillo.